# Аркульское городское поселение
Аркульское городское поселение — муниципальное образование в составе Нолинского района Кировской области России.
Центр — посёлок городского типа Аркуль.

## История
Аркульское городское поселение образовано 1 января 2006 года согласно Закону Кировской области от 07.12.2004 № 284-ЗО.

## Население
| 2009  | 2010  | 2011  | 2012  | 2013  | 2014  | 2015  |
| ----- | ----- | ----- | ----- | ----- | ----- | ----- |
| 2362  | ↘2053 | ↘2038 | ↘2009 | ↘1995 | ↘1946 | ↘1935 |
| 2016  | 2017  | 2018  | 2019  | 2020  | 2021  |       |
| ↘1912 | ↘1826 | ↘1777 | ↘1711 | ↘1665 | ↘1405 |       |

## Состав
В поселение входят 2 населённых пункта (население, 2010):
- пгт Аркуль — 2053 чел.;
- деревня Липовка — 0 чел.